# François Raynouard
François Just Marie Raynouard, né le 18 septembre 1761 à Brignoles et mort le 27 octobre 1836 à Passy, est un historien, philologue romaniste et dramaturge français.
Ses travaux de publication et de traduction des œuvres des troubadours, qui prolongent ceux de Jean-Baptiste de La Curne de Sainte-Palaye, ont été essentiels pour la diffusion du style troubadour, et constituent un prélude à la renaissance occitane incarnée plus tard par le Félibrige.

## Biographie
Élève du petit séminaire d'Aix-en-Provence puis de la faculté de droit de cette ville, François Just Marie Raynouard, devient avocat au barreau de Draguignan. En 1791, il est élu député suppléant à l'Assemblée législative. Emprisonné sous la Terreur à la prison de l'Abbaye pour ses sympathies girondines, il tire de cette expérience sa tragédie Caton d'Utique (1794). Il est libéré après le 9 thermidor et retourne dans sa ville natale, où il reprend avec succès la profession d'avocat.
En 1803, il remporte le prix de poésie de l'Institut de France et monte à Paris. En 1805, sa tragédie Les Templiers plaît à Napoléon Ier et remporte un vif succès à la Comédie-Française ainsi qu'en librairie et cela malgré les critiques de Geoffroy. Il est député au Corps législatif de 1806 à 1814 et représentant aux Cent-Jours. Il est élu à l'Académie française en 1807 et à l'Académie des inscriptions et belles-lettres en 1816. Il est nommé secrétaire perpétuel de l'Académie française en 1817.
En 1809, la pièce Les états de Blois ou la mort du duc de Guise déplaît à Napoléon et est interdite. À la fin de l'Empire, Raynouard abandonne le théâtre pour se consacrer à la philologie et à l'étude des langues du Moyen Âge, et notamment du vieux provençal,. C'est dans ce domaine qu'il acquiert la renommée la plus durable par ses recherches sur les troubadours et les cours d'amour. Robert Lafont le présente, avec Honnorat, comme un des deux grands précurseurs du Félibrige : « Il serait fastidieux d'énumérer ce que l'école félibréenne, en ses premières propositions théoriques, doit à Raynouard et Honnorat, aux deux savants qui ont posé de l'entreprise, les bases idéologiques. En un mot, elle leur doit les raisons de son existence ; le souvenir de l'ancienne splendeur et le sentiment de la dignité retrouvée ».
Postulant que les langues romanes ne descendaient pas directement du latin, mais d’une langue post-latine commune, à laquelle il donnait le nom de « roman », Raynouard n’accordait absolument aucune valeur littéraire à la langue d'oïl et à ses fabliaux. Il en a résulté une vive polémique avec le philologue normand Gervais de La Rue, qui soutenait, au contraire à Raynouard, qui se disait révolté par l’obscénité des contes médiévaux que, pendant les six premiers siècles de l’ère vulgaire, la langue celtique a été parlée dans les Gaules, et que postérieurement, une littérature celtique a existé, dans laquelle la littérature d’oïl a puisé directement ses sources.
Les travaux de la philologie moderne ont, depuis, confirmé les théories de l’abbé de La Rue sur les origines et la formation de la langue française, montrant que la théorie  « romaniste » de Raynouard était fausse. L’erreur fondamentale de sa Grammaire de la langue romane (Paris, 1816), postulant qu’une langue néo-latine commune aurait été parlée dans l’ensemble de l’aire romane, la « romanie », avant les idiomes romans existants, repose sur le fait qu’en n’étudiant qu’une seule langue romane, il n’a pas appliqué la méthode comparative inhérente à la philologie romane.

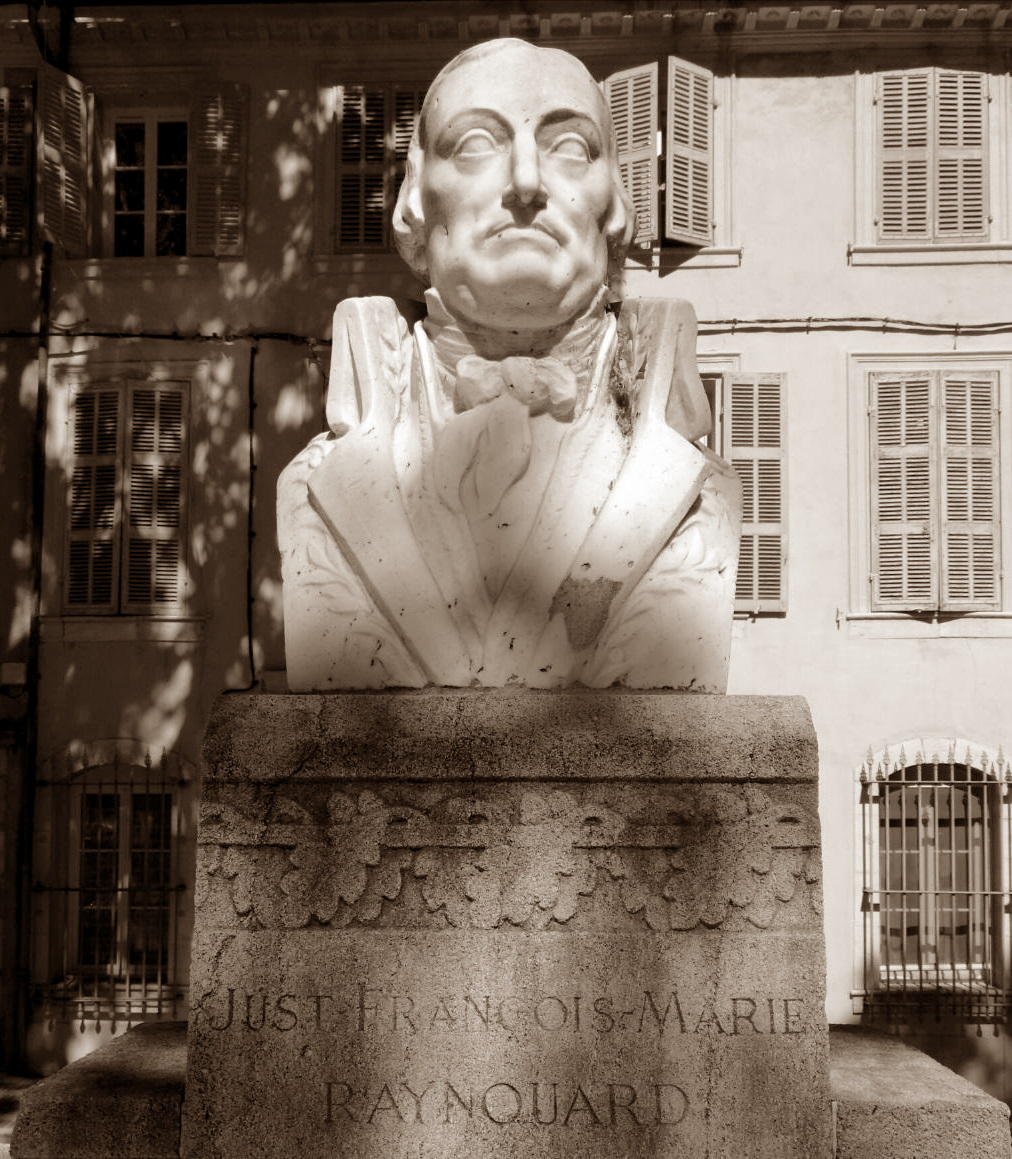
Monument à François Raynouard, œuvre de Victor Nicolas à Brignoles.

Raynouard était officier de la Légion d'honneur. Dans le 16e arrondissement de Paris, une rue et un square portent son nom. À Brignoles, un monument lui rend hommage sur la place Saint-Pierre près de sa maison natale et le lycée de la ville, ainsi qu'un boulevard, portent son nom.
Il est inhumé au cimetière de Passy (Paris).

## Œuvres

### Théâtre
- Caton d'Utique, tragédie, 1794
- Les Templiers, tragédie, représentée à la Comédie-Française le 24 floréal an XIII (14 mai 1805). Consulter le texte en ligne
- Éléonore de Bavière, tragédie, 1805
- Les États de Blois ou la Mort du duc de Guise, tragédie, 1809
- Don Carlos, tragédie, non représentée
- Débora, tragédie, non représentée
- Charles Ier, tragédie, non représentée
- Jeanne d'Arc à Orléans, tragédie, non représentée

### Poésie
- Socrate dans le temple d'Aglaure, 1803 [lire en ligne]
- L'Immolation des templiers

### Histoire
- Monumens historiques, relatifs à la condamnation des Chevalier du Temple, et à l'abolition de leur ordre, 1813 (de l'Imprimerie d'Adrien Egron)
- Histoire du droit municipal en France, sous la domination romaine et sous les trois dynasties, 1829

### Linguistique et littérature en occitan
- Recherches sur l'antiquité de la langue romane, 1816
- Éléments de la grammaire de la langue romane, 1816
- La Grammaire des troubadours, 1816
- Des troubadours et les cours d'amour, 1817
- Grammaire comparée des langues de l'Europe latine dans leurs rapports avec la langue des troubadours, 1821
- Choix des poésies originales des troubadours, 6 vol., 1816-1821
- Lexique de la langue des troubadours, 1824
- Nouveau choix des poésies originales des troubadours, 1836-1844
- Lexique roman, 6 vol., 1838-1844
  - Tome 1
  - Tome 2, A-C
  - Tome 3, D-K
  - Tome 4, L-P
  - Tome 5, Q-Z
  - Tome 6, Appendice, vocabulaire